# Małgorzata Pyda
Małgorzata Barbara Pyda – polska kardiolog, profesor nauk medycznych; profesor nadzwyczajny w I Katedrze i Klinice Kardiologii Wydziału Lekarskiego II Uniwersytetu Medycznego w Poznaniu (Szpital Przemienienia Pańskiego). 

## Życiorys
Dyplom lekarski uzyskała na Akademii Medycznej w Poznaniu (obecnie Uniwersytet Medyczny) w 1980 i na tej uczelni zdobywała kolejne stopnie naukowe i awanse akademickie. W 1984 uzyskała specjalizację I stopnia z anestezjologii i intensywnej terapii. Posiada także specjalizację z chorób wewnętrznych (I stopień – 1987, II stopień – 1991) oraz z kardiologii (II stopień – 1999). Doktoryzowała się w 1994 broniąc pracy pt. Ocena budowy tętnic wieńcowych i zmian miażdżycowych w chorobie niedokrwiennej i nabytych zastawkowych wadach serca, przygotowanej pod kierunkiem Stefana Grajka. 
Habilitowała się w 2007 na podstawie oceny dorobku naukowego i rozprawy pt. Ocena wpływu wybranych czynników reakcji zapalnej na rokowanie u chorych z zawałem serca leczonych pierwotną angioplastyką wieńcową. Tytuł naukowy profesora nauk medycznych został jej nadany w 2015. W I Klinice Kardiologii poznańskiego Uniwersytetu Medycznego pracowała w Oddziale Intensywnego Nadzoru Kardiologicznego, Pracowni Patomorfologii Serca oraz w Pracowni Hemodynamiki (od jej uruchomienia w 1996). Od 2011 kieruje Pracownią Rezonansu Magnetycznego.
Zainteresowania naukowe M. Pydy dotyczą: badań patomorfologicznych serca (przerostu mięśnia i miażdżycy tętnic wieńcowych), metod i technik leczenia w kardiologii interwencyjnej, badań dotyczących odczynu zapalnego oraz badań ostrej fazy zawału serca metodą rezonansu magnetycznego.
Na dorobek naukowy M. Pydy składa się szereg opracowań oryginalnych publikowanych m.in. w czasopismach takich jak: „Annals of Transplantation", „American Journal of Cardiology", „Cardiology Journal” oraz „Kardiologia Polska”.
Należy do Polskiego Towarzystwa Kardiologicznego.